# Santa Maria (Trancoso)
Santa Maria is een plaats (freguesia) in de Portugese gemeente Trancoso en telt 1313 inwoners (2001).